# Julia Slingo
Julia Mary Slingo (née Walker 13 décembre 1950) est une météorologue et climatologue britannique qui a été scientifique en chef au Met Office de 2009 à 2016. Elle est également professeure invitée au Département de météorologie de l'Université de Reading où elle a occupé, avant sa nomination au Met Office, les postes de directeur de la recherche sur le climat au National Center for Atmospheric Science du Natural Environment Research Council (NERC) et directeur fondateur du Walker Institute for Climate System Research.
De 2015 à 2016, elle a été l'un des membres du groupe de conseillers scientifiques de haut niveau du mécanisme de conseil scientifique de la Commission européenne, qui fait partie de sa direction générale de la recherche et de l'innovation.

## Biographie

### Formation
Julia Mary Walker est née le 13 décembre 1950 à Kenilworth , dans le Warwickshire. Elle a fait ses études à la King's High School for Girls, une école indépendante réservée aux filles à Warwick. Elle a ensuite étudié la physique et les mathématiques à l'Université de Bristol et a obtenu un baccalauréat ès sciences dans ces domaines en 1973, poursuivant plus tard avec un PhD en météorologie en 1989 à la même université et un doctorat honoris causa en 2010.

### Carrière
Après ses études de premier cycle, Julia Slingo a reçu une offre d'étude par l'Imperial College London pour faire un doctorat, mais a plutôt décidé de rejoindre le service météorologique britannique où elle est devenue scientifique sénior à la section de météorologie dynamique. En effet, à cette époque, le Met Office était semblable à bien des égards à une université en météorologie et menait le monde dans le développement de modèles informatiques pour les prévisions météorologiques. Ses recherches se sont concentrées sur les nuages et leurs interactions avec le reste de l'atmosphère terrestre. Elle a été la pionnière de nouvelles façons de représenter les nuages dans les modèles de prévision numérique du temps et les modèles climatiques,.
En 1985, elle a quitté le Met Office pour travailler un an au Centre européen pour les prévisions météorologiques à moyen terme (CEPMMT) à Reading (Royaume-Uni) puis   au National Center for Atmospheric Research (NCAR) aux États-Unis. Pendant son séjour au NCAR, elle a obtenu en 1989 un doctorat en physique atmosphérique de l'Université de Bristol, pour une thèse complétée par une série d'articles publiés,.
En 1990, Slingo est retournée au Royaume-Uni pour rejoindre le Département de météorologie de l'Université de Reading, où elle a fondé un groupe de recherche sur le climat tropical où sa spécialisation était la variabilité du climat tropical, la convection des cumulus et son influence sur le climat mondial en plus de son rôle dans la prévision climatique saisonnière et décennale. Elle a dirigé le développement d'une nouvelle génération de modèles climatiques à haute résolution. Elle a développé un intérêt particulier pour les moussons de l'Inde et de la Chine, travaillant en étroite collaboration avec des scientifiques des deux pays. Plus récemment, elle a étudié les impacts des changements sur les ressources en eau et la production agricole, et la nécessité de mieux représenter le cycle hydrologique dans les modèles climatiques.
Pendant son séjour à Reading, Julia Slingo est devenue la première femme professeur de météorologie au Royaume-Uni et a été nommée au poste de direction dans la communauté britannique des sciences du climat en tant que directrice de la recherche sur le climat au National Center for Atmospheric Science (NCAS) du NERC. En 2006, elle a fondé le Walker Institute for Climate System Research à Reading, visant à relever les défis interdisciplinaires du changement climatique et de ses impacts et est devenue scientifique en chef du Met Office en février 2009. À ce dernier poste, Slingo est chargé de fournir une stratégie scientifique et technique, de s'assurer que l'organisation adhère à de bonnes normes scientifiques et techniques, et de diriger et de gérer la recherche et le développement au sein du Met Office. Elle représente également le Bureau des sciences et de la technologie dans l'ensemble du gouvernement.
En mars 2012, Slingo a déclaré qu'une réduction de la banquise arctique causée par le changement climatique était peut-être liée à un hiver plus froid et plus sec au Royaume-Uni. En février 2014, elle a déclaré que le changement climatique est susceptible d'être un facteur dans la fréquence des tempêtes et des inondations que la Grande-Bretagne connaissait depuis plusieurs mois,,. Ses recherches ont été financées par le Natural Environment Research Council (NERC).
Elle a pris sa retraite du Met Office en 2016 mais a continué d'assumer un certain nombre de rôles consultatifs, notamment celui de conseillère spéciale sur la science auprès du secrétaire général de l'Organisation météorologique mondiale et membre du nouveau conseil du NERC sous l'United Kingdom Research and Innovation (en). Elle est également professeure émérite au Cabot Institute de l'Université de Bristol, dont elle préside le conseil consultatif.

## Affiliations et récompenses
Slingo a été la première femme professeur de météorologie au Royaume-Uni. Elle a reçu le prix Buchan de la Royal Meteorological Society (RMS) en 1998. En 2008, elle est devenue la première femme présidente de la RMS.
Elle a reçu des diplômes honorifiques de docteur en sciences de l'Université de Bristol en 2010, et de l'Université de Reading en 2011,. En 2022 elle a de nouveau été honorée par l'Université de Bristol, remportant leur prix Alumni pour l'ensemble de ses réalisations.
Slingo a été nommé Officier de l'Ordre de l'Empire britannique (OBE) en 2008 pour ses services à la science de l'environnement et du climat. Elle a été promue Dame Commandeur de l'Ordre de l'Empire britannique (DBE) lors des honneurs du Nouvel An 2014 pour ses services à la science météorologique et climatique.
En 2014, Slingo a été nommé l'un des 100 meilleurs scientifiques britanniques en exercice par le Conseil scientifique. Elle a été élue membre Fellow de la Royal Society (FRS) en 2015. La même année, elle a reçu le prix de l'Organisation météorologique internationale de l'Organisation météorologique mondiale,. Slingo a été élu membre étranger de l'Académie nationale d'ingénierie des États-Unis en 2016 « Pour ses contributions à la modélisation du système climatique de la Terre et pour son leadership dans la communauté météorologique et climatique ». Elle a reçu la médaille Carl-Gustaf Rossby de l'American Meteorological Society en 2020.

## Vie personnelle
Slingo a épousé Anthony Slingo en 1978, un scientifique de l'environnement décédé en 2008,. Ils ont eu deux filles, Marie et Anne,. Elle vit à Sidmouth dans le Devon.

## Référence
1. ↑  (en) « Slingo, Dame Julia (Mary) », Who's Who, Oxford, Oxford University Press, vol. 2014,‎ 1er décembre 2022 (DOI 10.1093/ww/9780199540884.013.U10000183).
2. 1 2 3 4 5 6  (en) « Professor Julia Slingo, OBE », Honorary Doctorate Citation, Université de Bristol (consulté le 28 janvier 2023)
3. 1 2  (en) « University of Bristol, Alumni and friends », Université de Bristol (version du 1er janvier 2014 sur Internet Archive).
4. ↑  Jim Al-Khalili, « Julia Slingo interviewed on The Life Scientific », Londres, BBC, 2014 (consulté le 28 janvier 2023).
5. ↑  (en) J. M. Slingo, « The Development and Verification of a Cloud Prediction Scheme for the Ecmwf Model », Quarterly Journal of the Royal Meteorological Society, vol. 113, no 477,‎ 2007, p. 899–927 (DOI 10.1002/qj.49711347710).
6. 1 2  (en) « Julia Slingo OBE », Met Office, 23 février 2014 (version du 15 novembre 2016 sur Internet Archive).
7. ↑  (en) Adam Vaughan, « Met Office: Arctic sea-ice loss linked to colder, drier UK winters », The Guardian,‎ 14 mars 2012 (lire en ligne, consulté le 14 janvier 20230).
8. ↑  (en) « Met Office: Evidence 'suggests climate change link to storms' », BBC News,‎ 2014 (lire en ligne, consulté le 29 janvier 2023).
9. ↑  (en) Slingo, J. et al., « The recent storms and floods in the UK, Met Office, and Centre for Ecology and Hydrology report », sur metoffice.gov.uk, 2014 (version du 4 octobre 2014 sur Internet Archive).
10. ↑  (en) C. Huntingford et al., « Potential influences in the United Kingdom's floods of winter 2013/14 », Nature Climate Change, vol. 4, no 9,‎ septembre 2014, p. 769–77 (DOI 10.1038/NCLIMATE2314, Bibcode 2014NatCC...4..769H).
11. 1 2  (en) « Professor Dame Julia Slingo DBE FRS », sur royalsociety.org, Londres, 2023 (consulté le 29 janvier 2023).
12. 1 2  (en) Asli, « 2022 Alumni Award winner for Lifetime Achievement: Professor Dame Julia Slingo FRS OBE (BSc 1973, PhD 1989, Hon DSc 2010) », sur alumni.blogs.bristol.ac.uk, Université de Bristol (consulté le 5 juillet 2022).
13. ↑  (en) « RMS Buchan Prize Holders », Royal Meteorological Society, 2018 (version du 24 juillet 2018 sur Internet Archive).
14. ↑  (en) « Met Office chief scientist becomes Dame in honours list », BBC, Londres,‎ 2013 (lire en ligne, consulté le 29 janvier 2023).
15. ↑  (en) « University of Reading Honorary Graduates », Université de Reading (consulté le 23 février 2014).
16. ↑  (en) « Queen's Birthday Honours: Full list », The Independent,‎ 2008 (lire en ligne).
17. ↑  (en) The London Gazette, (Supplement) no 60728, p. 7, 31 décembre 2013.
18. ↑  (en) « 100 leading UK practicing scientists », Times Higher Education, 2014 (consulté le 29 janvier 2023).
19. ↑  (en) « WMO honours Met Office chief scientist Julia Slingo », Organisation météorologique mondiale, 22 juin 2016 (consulté le 29 janvier 2023).
20. ↑  (en) « Lauréats du Prix de l'OMI », Organisation météorologique mondiale, 2022 (consulté le 29 janvier 2023).
21. ↑  (en) « Professor Dame Julia Slingo », National Academy of Engineering (consulté le 29 juillet 2021).
22. ↑  (en) « Search Past Award Winners », American Meteorological Society, 2022 (consulté le 29 janvier 2023).
23. 1 2  (en) « Professor Anthony Slingo », sur reading.ac.uk, Université de Reading, 2008 (version du 8 décembre 2015 sur Internet Archive).
24. 1 2  (en) « Uni prof will be ‘sorely missed’ », Local News, sur www.getreading.co.uk, 24 octobre 2008 (consulté le 29 janvier 2023).